# Faramea hyacinthina
Faramea hyacinthina är en måreväxtart som beskrevs av Carl Friedrich Philipp von Martius. Faramea hyacinthina ingår i släktet Faramea och familjen måreväxter. Inga underarter finns listade i Catalogue of Life.